# Чиваго (Ређо Емилија)
Чиваго је насеље у Италији у округу Ређо Емилија, региону Емилија-Ромања.
Према процени из 2011. у насељу је живело 212 становника. Насеље се налази на надморској висини од 1041 м.